# Hans Martin Erhardt
Hans Martin Erhardt (* 28. Oktober 1935 in Emmendingen; † 16. November 2015 ebenda) war ein deutscher Maler und Grafiker.

## Leben
Hans Martin Erhardt studierte 1954–1961 an der Staatlichen Akademie der Bildenden Künste Karlsruhe bei den Professoren Wilhelm Schnarrenberger und HAP Grieshaber. Er erhielt früh das Stipendium der Studienstiftung des deutschen Volkes, was ihm 1959 einen Studienaufenthalt in Paris ermöglichte. 1964 begegnete er Samuel Beckett. 1968 erhielt er ein Stipendium der Cité Internationale des Arts Paris.
Von 1970 bis 1971 übernahm Erhardt vertretungsweise eine Professur für die Lehrgebiete Malen und Zeichnen an der Staatlichen Akademie der Bildenden Künste Stuttgart. 1973 wurde ihm der Hans-Thoma-Preis, der Staatspreis des Landes Baden-Württemberg verliehen. Von 1980 bis 2001 war Erhardt Leiter des Instituts für Bildende Künste an der Fakultät für Architektur der Universität Karlsruhe. 2010 verlieh ihm die Stadt Emmendingen den Kulturpreis.
Hans Martin Erhardt stellte vielfach in der Bundesrepublik Deutschland und anderen Ländern aus. Er schuf Bühnenbilder und Arbeiten für öffentliche Bauten. Zahlreiche Bilder sind in öffentlichem Besitz. Hans Martin Erhardt war Mitglied im Deutschen Künstlerbund, dem Künstlerbund Baden-Württemberg und der XYLON, der Internationalen Vereinigung der Holzschneider. Von 2001 bis 2015 lebte und arbeitete er in Baden und im Languedoc.
Hans Martin Erhardt starb am 16. November 2015 im Alter von 80 Jahren in Emmendingen.

## Werke (Auswahl)
- 1999: 1949, Acryl auf Papier, 13 × 17 × 2,5 cm
- 1985: Wegzeichen, Lithografie, 45 × 56 cm
- 1978: Bilderzyklus Topografie eines Schweigens für die Staatliche Kunsthalle Karlsruhe

## Trivia
Erhardt pflegte seine Studenten einmal im Jahr in die wüstenartige Landschaft des Larzac zu bringen, wo ihr Geist durch die „asketische“ Landschaft befreit werden sollte.